# Bud Dupree
Alvin Dupree Jr. (Macon, Georgia, 12 de febrero de 1993) más conocido como Bud Dupree, es un jugador profesional estadounidense de fútbol americano que se desempeña en la posición de linebacker en Atlanta Falcons, equipo de la National Football League (NFL).

## Carrera
Fue seleccionado en la primera ronda en la Reunión Anual de Selección de Jugadores de la NFL de 2015. Hizo su debut profesional con el equipo Pittsburgh Steelers, en el cual jugó seis temporadas (2015-2021), después pasó a Tennessee Titans (2021-2023), luego a Atlanta Falcons, donde lleva jugando una temporada.